# Piero Hincapié
Piero Martín Hincapié Reyna (ur. 9 stycznia 2002 w Esmeraldas) – ekwadorski piłkarz występujący na pozycji środkowego obrońcy w niemieckim klubie Bayer Leverkusen oraz w reprezentacji Ekwadoru. W trakcie swojej kariery grał także w takich zespołach, jak Independiente del Valle oraz Talleres.